# Fathead
Fathead (englisch Dummkopf oder Dickkopf) ist eine Band aus dem badischen Ubstadt-Weiher/Philippsburg, die eine Mischung aus Pop-Punk und Rock spielen.
2006 veröffentlichte die Band ihre erste EP Naked. Ein Lied der Band führte vier Monate lang die Download-Charts des Portals mp3.de an.
Ein Jahr später erreichten sie das Finale im Newcomerwettbewerb Coca Cola Soundwave und spielten vor 850.000 Zuschauern am Brandenburger Tor in Berlin. Der Musiksender MTV Germany berichtete daraufhin über die Band. Ein Lied der Band wurde in der Fernsehserie Alles was zählt des Senders RTL verwendet. Einen weiteren größeren Auftritt hatte die Band auf dem Hurricane Festival 2007.
2008 absolvierte die Band eine Tour in Österreich. Der Titel One Town, One Team, One Fight war in der Saison 2008/2009 die Einlaufhymne der Eishockeymannschaft Adler Mannheim. Nach dem Austritt des Sängers Zig 2009 wurde es ruhiger um die Band, im Oktober 2010 feierten sie ihr Comeback in der Rockfabrik in Bruchsal. Mit dem neuen Frontmann Ben Baumann haben sie im Juni 2011 die EP Gotta Run veröffentlicht.

## Diskografie

### Singles und EPs
- 2011: Gotta Run
- 2013: War Inside my Head